# 国際連合安全保障理事会決議37
国際連合安全保障理事会決議37（こくさいれんごうあんぜんほしょうりじかいけつぎ37、英: United Nations Security Council Resolution 37, UNSCR37）は、1947年12月9日に国際連合安全保障理事会で採択された決議。手続き規則に追加条文を付すものである。

## 内容
第10章の加盟申請（CHAPTER X. - ADMISSION OF NEW MEMBERS）の項内の以下の条文追加を行った。
- 第58則（Rule 58） - 国際連合の加盟国となることを希望する国家は事務総長に対し加盟申請を提出すること。この加盟申請には国際連合憲章に規程された義務を受諾する旨を公的文書において宣言すること[2]。
- 第59則（Rule 59） - 変更なし。（[Text unchanged.][1]）
- 第60則（Rule 60） - 理事会は以下のようにすること。[2]
  1. 加盟申請国が平和愛好国家であり、国際連合憲章に含まれる義務を実行する能力及び意図を持つか否かを判断し、加盟勧告を出すか否かを判断する。
  2. 申請国の加盟を勧告した場合には、討議の全記録とともに総会に送付する。
  3. 申請国の加盟を却下ないし延期した場合には、討議の全記録とともに特別報告を総会に提出する。
  4. 次回の総会において加盟勧告の検討を十分に行うために定期総会の遅くとも25日以前に、特別総会の遅くとも4日以前に勧告を行う。
  5. 特別な理由がある場合には先のパラグラフで設定された期限を超過しても加盟申請に対する勧告を行うことができるものとする。

## その他
決議は投票なしで採択された。